# Straight Outta Compton
A Straight Outta Compton című album volt az első gangsta rap album az N.W.A zenekartól, először 1988-ban, majd 2002-ben újra kiadták. A lemeznek nagy hatása volt a hiphop és a gangsta rap zene fejlődésére. Szerepel az 1001 lemez, amit hallanod kell, mielőtt meghalsz című könyvben.

## Az album dalai
|     | Cím                            | Szerző(k)                            | Hossz |
| --- | ------------------------------ | ------------------------------------ | ----- |
| 1.  | Straight Outta Compton         | Eazy E, Ice Cube, MC Ren             | 4:26  |
| 2.  | Fuck tha Police                | Ice Cube, MC Ren., Eazy E            | 5:43  |
| 3.  | Gangsta Gangsta                | Eazy E, Ice Cube                     | 5:29  |
| 4.  | If It Ain't Ruff               | MC Ren                               | 3:36  |
| 5.  | Parental Discretion Iz Advised | Dre, Eazy E, Ice Cube, Ren, D.O.C.   | 5:16  |
| 6.  | 8 Ball (remix)                 | Eazy E                               | 4:54  |
| 7.  | Something Like That            | D.O.C., MC Ren                       | 3:35  |
| 8.  | Express Yourself               | Dr. Dre, Ice Cube                    | 4:21  |
| 9.  | Compton's N the House (remix)  | D.O.C., Mc Ren                       | 2:09  |
| 10. | I Ain't Tha 1                  | Ice Cube                             | 5:06  |
| 11. | Dopeman (remix)                | Ice Cube, Eazy E, Dre                | 6:16  |
| 12. | Quiet on Tha Set               | MC Ren                               | 3:59  |
| 13. | Something 2 Dance 2            | Arabian Prince, Ice Cube, The D.O.C. | 3:32  |

| 14. | Express Yourself       | Ice Cube, MC Ren         | 4:42 |
| 15. | Bonus Beats            |                          | 3:03 |
| 16. | Straight Outta Compton | Eazy-E, Ice Cube, MC Ren | 4:53 |
| 17. | A Bitch Iz a Bitch     | Ice Cube                 | 3:10 |

## Közreműködők
- művészi munka – Helane Freeman
- hangmérnök – Donovan Sound
- executive producer – Eric Wright (Eazy-E)
- mastering – Big Bass Brian
- fényképek – Eric Poppleton
- producer – Dr. Dre, DJ Yella